# Chrząstów (gromada)
Chrząstów – dawna gromada, czyli najmniejsza jednostka podziału terytorialnego Polskiej Rzeczypospolitej Ludowej w latach 1954–1972.
Gromady, z gromadzkimi radami narodowymi (GRN) jako organami władzy najniższego stopnia na wsi, funkcjonowały od reformy reorganizującej administrację wiejską przeprowadzonej jesienią 1954 do momentu ich zniesienia z dniem 1 stycznia 1973, tym samym wypierając organizację gminną w latach 1954–1972.
Gromadę Chrząstów z siedzibą GRN w Chrząstowie (obecnie w granicach Koniecpola) utworzono – jako jedną z 8759 gromad na obszarze Polski – w powiecie włoszczowskim w woj. kieleckim, na mocy uchwały nr 13l/54 WRN w Kielcach z dnia 29 września 1954. W skład jednostki weszły obszary dotychczasowych gromad Aleksandów (bez wsi Teodorów), Chrząstów, Niwa i Teresów ze zniesionej gminy Chrząstów oraz wieś Michałów z dotychczasowej gromady Brzozowa ze zniesionej gminy Secemin w tymże powiecie. Dla gromady ustalono 23 członków gromadzkiej rady narodowej.
31 grudnia 1959 z gromady Chrząstów wyłączono wieś, osadę i osadę tartakową Chrząstów, stację kolejową Koniecpol, wieś Niwa, osady Komora i Grobla oraz gajówki Połońskie i Tomaszów, włączając je do miasta Koniecpol (przyłączonego tego samego dnia do powiatu włoszczowskiego z powiatu radomszczańskiego w woj. łódzkim), po czym siedzibę GRN gromady Chrząstów przeniesiono do Koniecpola; równocześnie do gromady Chrząstów przyłączono obszar zniesionej gromady Kuczków.
31 grudnia 1961 gromadę zniesiono, a jej obszar włączono do gromad Koniecpol (wsie Aleksandrów, Michałów, Łysaków, Kuźnica Wąsowska i Teresów) i Psary (wsie Kuczków, Wola Kuczkowska, Wolica, Dąbie i Cegielnia, gajówkę Borowe oraz tereny byłych folwarków Kuczków i Smugi).